# Litteris et Artibus

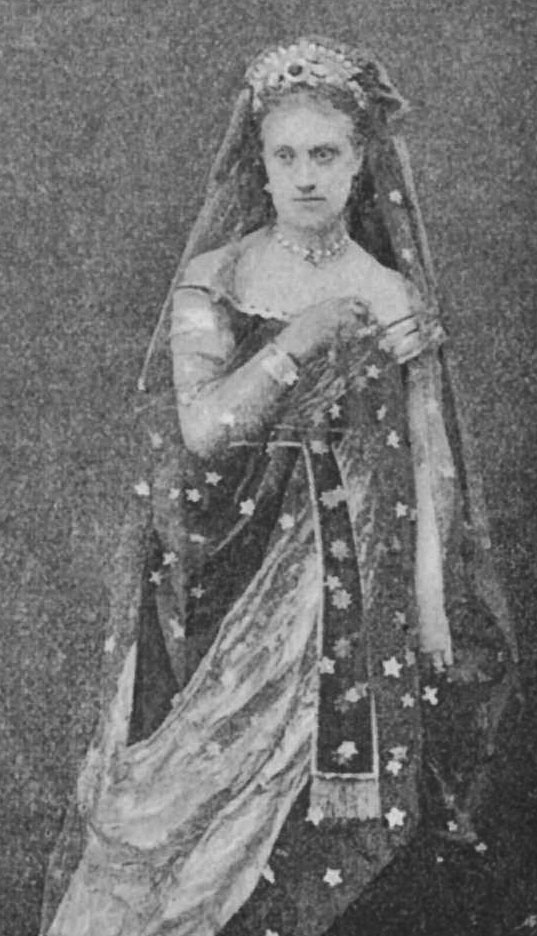
Louise Michaeli, guardonada amb el premi de l'any 1869

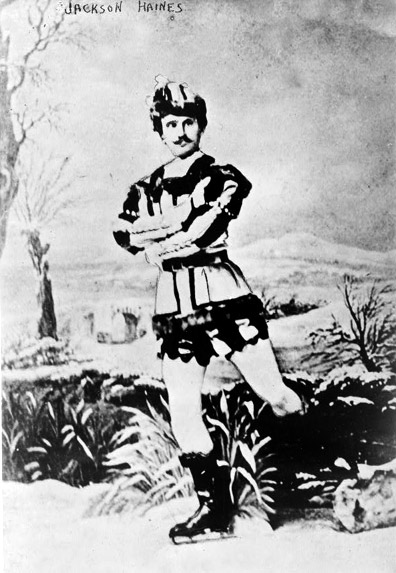
Jackson Haines, Litteris et Artibus 1867.

Litteris et Artibus (Per les Lletres i l'Art) és un guardó lliurat per la Casa reial de Suècia. S'atorga als qui s'hagin destacat per les seves aportacions i mèrits principalment en Literatura, Música i Representació escènica.

## Història
L'any 1853 el príncep hereu de Suècia, i futur rei, Carles XV va instituir una condecoració al mèrit amb el nom Pro Litteris et Artibus. El príncep era una persona molt interessada en les arts creatives i també actiu en l'ambient artístic del seu regne. Escrivia poesia, pintava i col·leccionava art. El seu regnat es va distingir per la industrialització, els avanços polítics, jurídics i la llibertat religiosa de Suècia.
En un començament va ser atorgada per la Reial acadèmia d'art (Kungliga Akademien för de fria konsterna), passant després a càrrec de la Casa reial sueca.

## Disseny
El disseny actual és de 1860, originalment era feta en or de 14 quirats, de 31,2 mm de diàmetre i d'un pes de 30,6 grams. Actualment es manufactura en plata banyada en or. El revers porta la inscripció Litteris et artibus envoltada d'una corona de llorers oberta, i en l'anvers un bust de l'actual monarca Carles XVI Gustau de Suècia.

## Cerimònia de lliurament
La medalla es lliura en una cerimònia que es realitza dues vegades a l'any en ocasió dels onomàstics de l'actual monarca, Carles i Gustau. La primera el 28 de gener, i la segona el 6 de juny. Es lliuren 5 medalles en cada ocasió. La cerimònia abasta també l'atorgament d'altres dues condecoracions: La medalla de l'Orde del Serafí (Serafimermedaljen) i la Medalla de La Reial Majestat (H.M. Konungens medalj)

## Guardò austríac
L'estat d'Àustria també atorga una distinció de nom semblant anomenada la Creu d'Honor d'Àustria per la Ciència i l'Art de Primera classe "Litteris et Artibus" (Österreichisches Ehrenkreuz für Wissenschaft und Kunst 1. Klasse "Litteris et Artibus")

## Guardonats (selecció)

### Anys 1800
- 1857 – Karolina Bock
- 1865 – Elise Hwasser
- 1869 – Louise Michaëli
- 1871 – Henriette Nissen-Saloman
- 1874 - Béla Kéler
- 1885 – Bertha Tammelin
- 1886 – Ellen Hartman
- 1890 – Dina Edling
- 1891 – Thecla Åhlander, Agi Lindegren, Carolina Östberg
- 1895 – Mathilda Grabow
- 1899 – John Forsell

### Anys 1900
- 1900 – Adelina Patti
- 1906 – Martina Bergman-Österberg
- 1907 – Armas Järnefelt
- 1914 – Alice Tegnér
- 1916 – Hugo Alfvén, Harriet Bosse, Carl Boberg
- 1920 – Nanny Larsén-Todsen, Wilhelm Kempff
- 1923 – Helena Nyblom
- 1925 – Pauline Brunius, Ellen Roosval von Hallwyl
- 1926 – Carl Malmsten
- 1927 – Ida von Schulzenheim
- 1928 – Tora Teje
- 1932 – Oskar Lindberg
- 1934 – Olof Winnerstrand
- 1937 – Greta Garbo[3]
- 1952 – Marian Anderson
- 1960 – Birgit Nilsson
- 1968 – Nicolai Gedda
- 1969 – Eric Ericson, Elisabeth Söderström
- 1973 – Erland Josephson
- 1975 – Astrid Lindgren, Erik Saedén, Margaretha Krook
- 1976 – Margareta Hallin
- 1977 – Birgit Cullberg, Alf Henrikson, Lars-Erik Larsson
- 1978 – Povel Ramel, Gunnar de Frumerie, Dag Wirén
- 1979 – Anders Ek, Gunn Wållgren
- 1980 – Erik Bruhn
- 1981 – Tage Danielsson, Lars Johan Werle, Hans Alfredson
- 1982 – Ernst-Hugo Järegård, Götz Friedrich
- 1983 – Birgitta Valberg, Ingvar Kjellson
- 1984 - Elsa-Marianne von Rosen
- 1986 – Bengt Hambraeus, Jan Malmsjö, Sif Ruud
- 1987 – Nils Poppe
- 1988 – Per Myrberg
- 1989 – Bibi Andersson
- 1990 – Mona Malm, Sven Delblanc, Ulf Johanson
- 1991 – Lars Gunnar Bodin
- 1992 – Börje Ahlstedt, Harriet Andersson, Tomas Tranströmer
- 1993 – Gösta Winbergh, Håkan Hagegård, Lars Forssell
- 1994 – Sven-David Sandström
- 1995 – Daniel Börtz, Lennart Hjulström
- 1996 – Esa-Pekka Salonen, P. C. Jersild, Per Anders Fogelström, Solveig Ternström
- 1997 – Bo Widerberg, Göran Tunström, Kristina Adolphson, Sara Lidman
- 1998 – Kerstin Ekman, Georg Reidel, Gerda Antti, Margareta Ekström
- 1999 – Björn Ulvaeus, Agneta Pleijel, Anne Sofie von Otter, Lennart Hellsing, Marie Göranzon, Olle Johansson, Stina Ekblad, Willy Kyrklund, Ylva Eggehorn

### Anys 2000
- 2000 – Björn Granath, Hans Gefors, Krister Henriksson, Maria Gripe, Per Olov Enquist
- 2001 – Anita Wall, Dan Laurin, Kim Anderzon, Majgull Axelsson, Mats Ek, Staffan Göthe, Staffan Valdemar Holm
- 2002 – Staffan Göthe, Arne Domnérus, Loa Falkman, Jan Sandström, Lena Endre, Olle Adolphson, Pernilla August, Roland Pöntinen, Sven-Bertil Taube, Torgny Lindgren
- 2003 – Marie Fredriksson, Eva Bergman, Håkan Hardenberger, Karin Rehnqvist, Kristina Lugn, Lars Amble
- 2004 – Birgitta Trotzig, Catarina Ligendza, Christian Lindberg, Hillevi Martinpelto, Katarina Dalayman, Knut Ahnlund, Lena Nyman, Lil Terselius
- 2005 – Bertil Norström, Eva Ström, Gunnel Vallquist, Ingvar Hirdwall, Irene Lindh, Jan Troell, Per Tengstrand, Per Wästberg, Peter Jablonski, Putte Wickman
- 2006 – Henning Mankell, Bobo Stenson, Inger Sandberg, Johan Rabaeus, Lars Gustafsson, Lasse Sandberg
- 2007 – Reine Brynolfsson, Carola Häggkvist
- 2008 – Lars Norén, Carl-Göran Ekerwald, Gunnar Harding, Inga Landgré, Lars Norén, Malin Ek, Nina Stemme
- 2009 – Katinka Faragó, Meg Westergren, Roy Andersson, Örjan Ramberg
- 2010 – Bodil Malmsten, Dan Ekborg, Malin Hartelius
- 2011 – Malena Ernman, Sten Ljunggren, Peter Mattei, Marie Richardson
- 2012 – Anders Paulsson, Martin Fröst, Wilhelm Carlsson, Lena Josefsson, Charlotta Larsson, Jan-Erik Wikström
- 2013 – Åke Lundqvist, Per Nyström, Vibeke Olsson Falk, Kristina Törnqvist, Sven Wollter
- 2014 – Tomas von Brömssen, Pers Anna Larsson, Staffan Mårtensson, Ingela Olsson
- 2015 – Rigmor Gustafsson, Livia Millhagen, Ann Petrén, Therese Brunnander
- 2016 - Nils Landgren (músic), Lars Lerin (escriptor), Magnus Lindgren (músic), Elin Rombo (cantant)[4]
- 2017 - Ann Hallenberg (cantant d'òpera), Elin Klinga (actor), Lisa Nilsson (compositor), Lars Humble (actor), Ola Larsmo (autor) i Rolf Lassgård (actor)[4]